# باجیکا
باجیکا (غربی مایتیلی) نوعی زبان هندوآریایی است که در بخش‌هایی از بیهار، هند و نپال صحبت می‌شود. ارتباط نزدیکی با زبان مایتهیلی دارد (که اغلب آن را گویش می‌دانند).
باجیکا همچنین توسط جمعیت عمده ای در نپال صحبت می‌شود، جایی که بر اساس سرشماری سال ۲۰۱۱ این کشور ۷۹۳۴۱۶ سخنران دارد. این زبان بیشترین تکلم در ناحیه روتهات و سرالهی در استان مدهش است.
باجیکا در بخش شمال غربی بیهار، در منطقه ای که عموماً به نام باجیکانچال شناخته می‌شود صحبت می‌شود. در بیهار عمدتاً در نواحی سماستیپور، سیتامارهی، مظفرپور، وایشالی، شئوهر صحبت می‌شود. همچنین در بخشی از ناحیه دربهنگا در مجاورت ناحیه مظفرپور و سماستیپور به این زبان صحبت می‌شود. 